# Opisthacantha dunensis
Opisthacantha dunensis är en stekelart som beskrevs av Durgadas Mukerjee 1994. Opisthacantha dunensis ingår i släktet Opisthacantha och familjen Scelionidae. Inga underarter finns listade i Catalogue of Life.